# Чертоза (Бриндизи)
Чертоза (итал. Certosa) је насеље у Италији у округу Бриндизи, региону Апулија.
Према процени из 2011. у насељу је живело 34 становника. Насеље се налази на надморској висини од 239 м.